# Humble Green

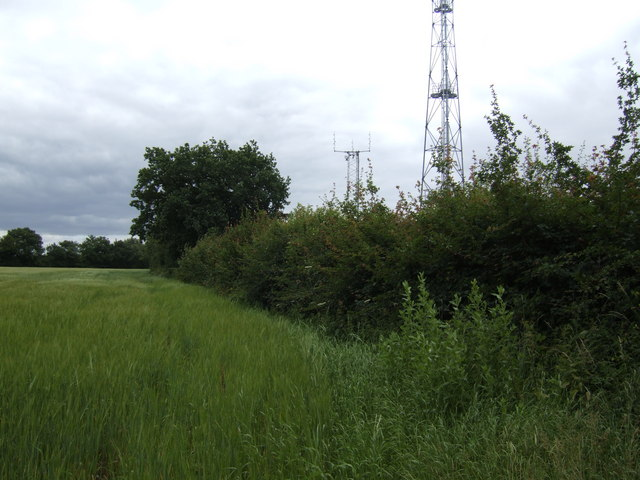
Humble Green

Humble Green är en by (hamlet) i Suffolk, östra England, nära Little Waldingfield. Humble Green ligger mellan byarna Sudbury och Monks Eleigh.